# Marina Bravo
Marina Bravo Sobrino (Zaragoza, 1978) es una ingeniera y política española, diputada en el Parlamento de Cataluña en las legislaturas XI y XII. En julio de 2019 fue nombrada miembro del comité ejecutivo del partido Ciudadanos. Entre marzo de 2020 y enero de 2023 ocupó la secretaría general de Ciudadanos.

## Biografía
Marina Bravo nació en el año 1978, en Zaragoza, ciudad donde pasó su infancia y su juventud. 
Es licenciada en ingeniera de caminos, Canales y Puertos por la Universidad Politécnica de Cataluña y máster en Proyecto, Construcción y Mantenimiento de Infraestructuras Ferroviarias. Posteriormente se licenció en antropología social y antropología cultural por la UNED.
Inicialmente trabajó en empresas privadas del sector de la construcción, y posteriormente ingresó en Adif, empresa de la que, en 2012, formó parte de su estructura directiva. Fue elegida diputada en las elecciones en el Parlamento de Cataluña de 2015 y en las de 2017. Desde 2018 es portavoz adjunta de Ciudadanos en el Parlamento. Se presentó a las primarias de Ciudadanos, para la elección de la secretaria general, integrada en la candidatura de Inés Arrimadas, que salió elegida con el 76.91 % de votos.